# Ernst von Schlippenbach
Ernst Graf von Schlippenbach (* 21. Juni 1804 in Schönermark, Kreis Prenzlau; † 25. Mai 1885 in Heiligenkreuz in Kroatien) war ein preußischer Generalmajor und durch den Besitz der Herrschaft Heilgenkreuz Mitglied der kroatischen Magnatentafel.

## Leben

### Herkunft
Ernst war ein Sohn des Friedrich Wilhelm Graf von Schlippenbach (1772–1832) und dessen Ehefrau Karoline Friederike, geborene Gräfin von Beust (1772–1826). Sein Bruder Ferdinand (1799–1866) wurde preußischer Generalleutnant.

### Militärkarriere
Nach dem Besuch der Kadettenhäuser in Potsdam und Berlin trat Schlippenbach am 1. März 1822 als Unteroffizier in das 2. Garde-Landwehr-Kavallerie-Regiment (später 2. Garde-Ulanen-Regiment) der Preußischen Armee ein. Dort avancierte er bis Mitte November 1823 zum aggregierten Sekondeleutnant und wurde Mitte Juni 1824 einrangiert. Er wurde am 25. April 1839 zum Premierleutnant befördert und stieg am 10. Dezember 1843 zum Rittmeister und Eskadronchef auf. Während der Märzrevolution war er 1848 an der Straßenkämpfen in Berlin beteiligt. Schlippenbach wurde am 14. Oktober 1851 zum Major befördert und zum etatsmäßigen Stabsoffizier ernannt. Am 30. Juni 1855 erfolgte seine Versetzung als Kommandeur in das 1. Ulanen-Regiment. Dort wurde er am 15. Oktober 1856 Oberstleutnant, anlässlich des Ordensfestes im Januar 1858 mit dem Roten Adlerorden III. Klasse mit Schleife ausgezeichnet und am 31. Mai 1859 zum Oberst befördert. Am 20. September 1859 wurde er mit Pension zur Disposition gestellt und erhielt die Erlaubnis die Uniform seines Regiments tragen zu dürfen.
Am 19. Mai 1881 bekam er den Charakter als Generalmajor und starb am 25. Mai 1885 in Heiligenkreuz in Kroatien. Er war Ritter des Johanniterordens und des Königlichen Hausordens vom Hohenzollern.

### Familie
Schlippenbach heiratete am 19. Dezember 1832 in Heiligenkreuz Henrika-Regina Gräfin Sermage von Szamsebraz (1811–1895). Das Paar hatte mehrere Kinder:
- Jelka (1835–1917) ⚭ 1853 Wilhelm von Lepel (1829–1886), Herr auf Beseritz, Sohn von Franz Heinrich Erich II. von Lepel
- Arthur (1837–1881), preußischer Leutnant a. D., Herr auf Marussent in Kroatien ⚭ 1871 Luise Drasche von Wartinberg (* 1857) (Witwe heiratet 1881 Graf Rudolf Erdődy), Tochter von Heinrich von Drasche-Wartinberg
- Stephan (1842–1910), k.u.k. Feldmarschalleutnant ⚭ 1867 (Scheidung 1902) Gabriele Haupt (* 1847)
- Hans (1846–1926), preußischer Generalleutnant
- Maria Magdalena (1851–1930) ⚭ 1875 Otto Graf von Dönhoff (1835–1904), preußischer Diplomat